# کوه هوناز
کوه هوناز (به ترکی استانبولی: Mount Honaz) یک کوه در ترکیه است که در Denizli Province, Turkey واقع شده‌است.